# Phytoecia nigriventris
Phytoecia nigriventris là một loài bọ cánh cứng trong họ Cerambycidae.